# Ebara-ji
Ebara-ji (家原寺) est un temple bouddhiste de l'arrondissement Nishi-ku, à Sakai, dans la préfecture d'Osaka, au Japon. Il a été fondé en 704, et il est affilié à Kōyasan Shingon-shū. Son icône centrale est le Bodhisattva, Monju (Mañjuśrī).

## Histoire
Selon la légende du temple, il a été fondé en 704. Il est le lieu de naissance du moine bouddhiste Gyōki.
Un incendie important frappa le temple en 1567.

## Coutume
Le temple est populaire auprès des étudiants qui vont passer un examen. Ils avaient coutume d’écrire leur vœu de réussite sur les bâtiments du temple (graffiti). À présent, ils l’écrivent sur un mouchoir en tissu qu'ils pendent aux murs et piliers du temple.

## Pèlerinages
- Treize sites bouddhistes d'Osaka #3 ;
- 18 Anciennes Pagodes #1 ;
- Saigoku Yakushi 49 Sites Sacrés #15.